# Lavrania
Lavrania (лат.) — монотипный род суккулентных растений семейства Кутровые, происходящий из Намибии. Входит в трибу Стапеливые (Stapelieae). Включает один вид — Lavrania haagnerae.

## Описание
Растения формируют пучок сочных стеблей высотой 10-20 см, мало разветвленных, с бесцветным латексом. Подземные органы состоят из мочковатых корней. Сочные стебли сине-зеленые, цилиндрические, 5-30 см длиной и 20-30 мм шириной, 10-12-гранные с закругленными углами, голые. Листья стойкие, редуцированные до чешуек, сидячие; чешуи ширококонические, размером 0,05—0,1 см. 
Соцветия внепазушные (прикорневые на боковых сторонах стеблей), состоят из 5-15 цветков, одновременно раскрываются 3 цветка. Цветки простые, почти сидячие, с голыми цветоножками и листопадными треугольными прицветниками. Цветки имеют запах мочи и содержат нектар. 
Число хромосом: 2n= 22 (L. haagnerae Plowes).

## Таксономия
Филогенетические исследования показали, что этот род монофилетический и наиболее тесно связан с родом стапелий Hoodia. Незначительно более дальним родством является сестринская ветвь родственных родов, включая Larryleachia, Richtersveldia и Notechidnopsis.
Lavrania Plowes, Cact. Succ. J. (Los Angeles) 58: 122 (1986).

### Виды
По данным сайта Plants of the World Online на 2022 год, род включает один подтвержденный вид:
- Lavrania haagnerae Plowes

#### Синонимы (вида)
Гомотипные (основанные на одном и том же номенклатурном типе):
- Ceropegia haagnerae (Plowes) Bruyns (2017)
- Hoodia haagnerae (Plowes) Halda (1998)